# 釜石市立唐丹中学校
釜石市立唐丹中学校（かまいししりつ とうにちゅうがっこう）は、岩手県釜石市にある市立の中学校。グッドデザイン賞受賞。

## 沿革
- 1947年4月、唐丹村立唐丹中学校として創立。
- 1955年5月、現在の校名になる
- 1978年6月、宮城県沖地震により講堂使用不能。翌年1月講堂修理完了
- 1988年、屋内体育館新築完成
- 2008年6月、岩手・宮城内陸地震により校舎各所破損
- 2011年
  - 3月11日、東北地方太平洋沖地震が発生、津波により校舎各所破損。
  - 4月、体育館仮教室で授業開始。
  - 12月、仮設校舎完成。
- 2013年11月、旧校舎解体。
- 2017年2月、新校舎・体育館完成。
- 2018年10月、再建校舎が日本デザイン振興会から小学校・児童館とともにグッドデザイン賞グッドフォーカス賞 [復興デザイン]を受賞[1]。

## 部活動
- バドミントン部 – 県中総体男子団体優勝（1994年）
- 卓球部 - 女子個人全国大会出場（2006年）、県中総体女子団体優勝（2007年）[要出典]

## 設計
現校舎は敷地は高低差最大34メートルの急斜面地であり、かつ狭小であったことから、通常では分離して計画・発注される造成計画と建築計画を一体的に行われた。また、被災地におけるコンクリートや鉄骨などの資材が高騰したことから、安定供給された木材を主体構造とし、部分的に木造耐火構造が採用された。また植栽については在来種を主として配置。外部動線については集落の避難路となることも考慮された。
- 設計・監理 - 乾久美子建築設計事務所、東京建設コンサルタント
- 敷地面積 20,309.92m2 、建築面積 4,362.30 m2 、延床面積 6,180.00 m2

## 交通アクセス
- 三陸鉄道リアス線唐丹駅より徒歩15分
- 三陸沿岸道路釜石唐丹IC、釜石南ICより車5分